# Ronald Putans
Ronald Putans (født 19. september 1991 i Sigulda, Letland) er en norsk håndboldspiller som spiller for Drammen Håndballklubb i eliteserien i håndball for menn. Han spillede for Bodø Håndballklubb fra 2009 til 2011, Håndballklubben Herulf fra 2011 til 2012, og tidligere for Nidelv IL. Han debuterde for Bodø i eliteserien mod BSK/NIF d. 27. september 2009. Han er søn af Valery Putans, en mangeårig håndboldtræner. Som et år gammel ankom Ronald sammen med sin familie til Norge og de bosatte sig i Melhus, lige udenfor Trondheim. Hans håndboldkarriere begyndte som 6-årig for klubben Melhus/Gimse IL. Som 13-årig skiftede han over til Nidelv IL. Han har også spillett på seniorniveau for Strindheim IL, som var en samarbejdsklub med Nidelv IL. Ronald har spillet 26 kampe på forskellige ungdomslandshold og har scoret 62 mål. Han deburede på landsholdet d. 31. oktober 2012 i en kamp mod Tyrkiet i Stjørdal.